# Bettina Plank
Bettina Plank (ur. 24 lutego 1992 w Feldkirch) – austriacka karateczka, brązowa medalistka olimpijska z Tokio.
W wieku 16 lat trafiła do austriackiej kadry narodowej. W 2011 roku została brązową medalistką mistrzostw Europy w kumite do 50 kg.
W 2014 roku zdobyła wicemistrzostwo Europy w tej samej kategorii. W 2015 roku zdobyła złoty medal mistrzostw Europy w kumite do 50 kg oraz brązowy w rywalizacji drużynowej, a także została srebrną medalistką igrzysk europejskich w kumite do 50 kg, przegrywając w finale z Turczynką Serap Özçelik. W 2016 roku wywalczyła brązowy medal mistrzostw świata do 50 kg. W 2017 roku została brązową medalistką mistrzostw Europy do 50 kg. Rok później ponownie zdobyła brązowy medal mistrzostw świata, a także została wicemistrzynią Europy. W 2019 roku ponownie wywalczyła wicemistrzostwo Europy, a także zdobyła złoty medal igrzysk europejskich, tym razem wygrywając w finale z Özçelik. W 2021 wystąpiła na igrzyskach olimpijskich, na których zdobyła brązowy medal w kumite do 55 kg.
Studiowała na Fachhochschule Oberösterreich w Linzu. Za swojego idola uważa Stanisława Horunę.